# Ihlow (Ostfriesland)
Ihlow est une commune allemande de l'arrondissement d'Aurich, dans le land de Basse-Saxe.

## Quartiers
- Ihlowerhörn, avec les villages de Westersander, Hüllenerfehn, Ihlowerhörn et Lübbertsfehn.
- Bangstede